# 広島市立東野小学校
広島市立東野小学校（ひろしましりつ ひがしのしょうがっこう）は、広島県広島市安佐南区東野一丁目にある公立小学校。

## 概要
安佐南区の南東部である東野地区に位置する。
近くには太田川や古川が流れる。もともと周辺は農業が盛んな地域であったが、市街地から近く交通の便がいいことから、近年になって高層マンションの建設が進み宅地化が進んだ。それに伴い、この地域を学区としていた中筋小学校の児童数が急増したため、新設分離開校されたのが本校である。

## 沿革
- 2007年（平成19年）4月1日 - 広島市立中筋小学校から分離開校。同6日に開校式及び第1回入学式（109名）を挙行。
- 2007年（平成19年）8月30日 - 校歌、校章制定
- 2008年（平成20年）3月19日 - 第1回卒業式（93名）を挙行。
- 2010年（平成22年）3月31日 - 本館2階を改装、多目的ホールを設置

## 学区
- 広島市安佐南区
  - 東野一丁目[3]
  - 東原一丁目から三丁目まで[3][4]

## 進路
卒業生は基本的に広島市立東原中学校に進学する。

## 交通
- 広島高速交通広島新交通1号線（アストラムライン）西原駅から徒歩13分。